# Georg von Waldersee (officier, 1860)
Ne doit pas être confondu avec Georg von Waldersee (officier, 1824).
Pour le Feldmarschall du même nom, voir Alfred von Waldersee.
Georg Friedrich Wilhelm Graf von Waldersee, né le 1er septembre 1860 et mort le 7 septembre 1932, est un général prussien. Il fut le chef d'état-major de la 8e armée allemande au tout début de la Première Guerre mondiale.

## Famille
Ses parents sont Georg Ernst Franz Heinrich von Waldersee (1824-1870) et Laura Luise Adelheid von Knoblauch (1836-1904). Il est issu d'une famille noble comprenant de nombreux militaires, comme son oncle le Generalfeldmarschall Alfred von Waldersee, portant avant lui le titre de Graf (comte) von Waldersee (lieu aujourd'hui intégré à la ville de Dessau).
Il se marie avec Elisabeth Bertha Marie Karoline Adolfine Auguste von Maltzahn (1864-1941), qui est la fille d'Adolf von Plessen (de), un député au Reichstag, issu elle aussi d'une famille de militaires. Ils eurent ensemble deux filles :
- Edelgard Laura Elisabeth (née le 16 juillet 1891 et morte le 16 octobre 1981), mariée en 1920 avec Gustav, prince de Schönaich-Carolath (de), un fils de l'écrivain Emil von Schönaich-Carolath[2].
- Magdalene Asta Pauline (née le 9 février 1893 et morte le 6 mai 1945), mariée en 1913 avec Albrecht baron von Maltzahn, comte de Plessen, son cousin direct, suicide commun le 6 mai 1945 à Ivenack.

## Carrière militaire
Le 22 avril 1905, il est nommé chef d'état-major du 7e corps d'armée à Münster. Le 21 janvier 1907, il obtient le commandement du 17e régiment de dragons (de) en garnison à Ludwigslust. Le 1er avril 1911, il est à la tête de la 3e brigade de cavalerie à Stettin. En 1913, il est nommé haut quartier-maître au sein du Grand État-Major général (Großer Generalstab) de Berlin.
Lors de la mobilisation allemande de 1914, Waldersee a le grade de Generalmajor et la fonction de chef d'état-major de la 8e armée allemande, commandée par le Generaloberst Maximilian von Prittwitz : leur mission est de défendre la Prusse-Orientale face à l'armée russe. À la suite de leur défaite lors de la bataille de Gumbinnen le 20 août 1914 et leur ordre de retraite générale du 21 août, ils sont tous les deux retirés de leur commandement le 22 août et remplacés par Paul von Hindenburg comme commandant et par Erich Ludendorff comme chef d'état-major.